# کیمیو سوگیموتو
کیمیو سوگیموتو (انگلیسی: Kimio Sugimoto؛ زادهٔ ۱۵ اکتبر ۱۹۵۷) بازیکن والیبال اهل ژاپن بود.